# キャンディ・シュー
キャンディ・シュー（許雅涵、シュー・ヤーハン、1998年2月10日 - ）は、台湾高雄市出身のシンガーソングライター、レコードプロデューサーである。彼女自身の歌を書きながら、ピアノ、ギター、サクソフォーン、ドラムなどを傍らにメロディ・メーカーとしての基礎を固める。
2006年に行われたオーディション「MODスターコンテスト」で優勝し、2008年にデビューアルバム「香草咪咪」を発売後、現在までに2枚のアルバムと1枚のEPをリリースしている。
2012年1月に、ダニエル・チャンと共演した『綁架大明星』で映画デビュー。

## ディスコグラフィー

### アルバム
1. 香草咪咪（エイベックス台湾、2008年2月29日）
2. 天使（ピュアミュージック、2010年7月15日）

### EP
- 永遠的承諾（呉佩珊と共に合唱）（ピュアミュージック、2011年7月4日）

### MV
2008年
- CANDY BOX
- 香草咪咪
- 幸福得冒泡

2010年
- 天使之恋
- 碎玻璃
- YaDaDi

2011年
- 永遠的承諾

## 出演作品

### 映画
| 年   | タイトル   | 備考                             |
| ---- | ---------- | -------------------------------- |
| 2013 | 綁架大明星 | 2013年8月2日にリリースされました |